# Murray Bookchin
Murray Bookchin (ur. 14 stycznia 1921 w Nowym Jorku, zm. 30 lipca 2006 w Burlington) – amerykański teoretyk społeczny, pisarz, mówca, historyk i filozof polityczny. Pionier lewicowego ruchu ekologicznego.
Sformułował i rozwinął teorię ekologii społecznej i urbanistyki planowanej w ramach filozofii anarchistycznej, wolnościowej i ekologicznej. Był autorem kilkudziesięciu książek poruszających tematy z zakresu polityki, filozofii, historii, kwestii miejskich i ekologii społecznej. Do najważniejszych należą: Our Synthetic Environment (1962), Post-Scarcity Anarchism (1971), The Ecology of Freedom (1982) i Urbanization Without Cities (1987). Pod koniec lat 90. rozczarowany tym, co postrzegał jako coraz bardziej apolityczny „lifestylizm” współczesnego ruchu anarchistycznego, przestał nazywać siebie anarchistą, zapoczątkował własną wolnościową ideologię socjalistyczną zwaną komunaryzmem, która dąży do pogodzenia myśli marksistowskiej i anarchistycznej.
Bookchin był zadeklarowanym antykapitalistą i zwolennikiem społecznej decentralizacji w duchu ekologii i demokracji. Jego idee miały wpływ na ruchy społeczne od lat sześćdziesiątych XX wieku, w tym na Nową Lewicę, ruch antynuklearny, ruch antyglobalizacyjny, Occupy Wall Street, a ostatecznie na demokratyczny konfederalizm Rożawy. Stanowił główną postać w amerykańskim ruchu zielonych i Burlington Greenens.

## Życiorys
Bookchin urodził się w Nowym Jorku w rodzinie rosyjskich imigrantów żydowskiego pochodzenia, Natana Bukczina (ros. Натан Букчин) i Róży Bukczin (ros. Розa Букчин). Dorastał na Bronxie, gdzie jego babcia, socjalistyczna rewolucjonistka Zeitel, nasyciła go rosyjskimi ideami ludowymi. Po jej śmierci w 1930 wstąpił do Młodych Pionierów, komunistycznej organizacji młodzieżowej (dla dzieci od 9 do 14 lat), a w 1935 do Młodej Ligi Komunistycznej (dla młodzieży). Uczęszczał do Szkoły Robotniczej przy Union Square, gdzie studiował marksizm. Pod koniec lat 30. zerwał ze stalinizmem i przeszedł na trockizm, wstąpił do Socjalistycznej Partii Robotniczej (SWP). Na początku lat 40. pracował w odlewni w Bayonne w stanie New Jersey, gdzie był organizatorem i kierownikiem warsztatu dla United Electrical Workers, a także rekrutującym dla SWP. W ramach SWP przyłączył się do frakcji Goldman-Morrow, która rozpadła się po zakończeniu wojny. Był robotnikiem samochodowym i członkiem UAW w czasie wielkiego strajku General Motors w latach 1945-46. W 1949 nawiązawszy kontakt z syjonistyczną organizacją młodzieżową w City College, poznał studentkę matematyki Beatrice Appelstein, z którą ożenił się w 1951. Byli oni małżeństwem przez 12 lat i mieszkali razem przez 35 lat, pozostając bliskimi przyjaciółmi i sojusznikami politycznymi do końca życia. Mieli dwoje dzieci. 
Od 1947 Bookchin współpracował z dawnym trockistą, niemieckim emigrantem Josefem Weberem, w Nowym Jorku w Movement for a Democracy of Content, grupie około 20 post-trockistów, którzy wspólnie redagowali czasopismo „Contemporary Issues - A Magazine for a Democracy of Content”. „Contemporary Issues” promowało utopizm. Czasopismo to wyrażało przekonanie, że wcześniejsze próby tworzenia utopii opierały się na konieczności ciężkiej pracy, ale obecnie nowoczesna technologia wyeliminowała potrzebę ludzkiego trudu, ułatwiając rozwój. Aby osiągnąć to „post-niedostatkowe” społeczeństwo, Bookchin opracował teorię ekologicznego decentralizmu. W piśmie tym ukazały się pierwsze artykuły Bookchina, w tym przełomowy Problem chemikaliów w żywności (1952). W 1958 określił siebie jako anarchistę, widząc wspólne punkty anarchizmu i ekologii. Jego pierwsza książka, Our Synthetic Environment, została wydana pod pseudonimem Lewis Herber w 1962, na kilka miesięcy przed słynną Cichą wiosną Rachel Carson. W tych kilku publikacjach przedstawił negatywny wpływ na życie człowieka pestycydów stosowanych w rolnictwie i konserwantów w produkcji żywności, a także opisał problemy ochrony środowiska w miastach USA. Our Synthetic Environment, ze względu na swój radykalizm polityczny, zyskała niewielkie zainteresowanie.
W 1964 Bookchin przystąpił do Kongresu Równości Rasowej (CORE), a na Światowych Targach w 1964 protestował przeciwko rasizmowi. W latach 1964–67, mieszkając na Lower East Side na Manhattanie, współtworzył i był główną postacią nowojorskiej Federacji Anarchistów. Jego przełomowy esej Ecology and Revolutionary Thought połączył troskę o środowisko z radykalną polityką. W 1968 założył kolejną grupę, która opublikowała wpływowy magazyn „Anarchos”, zawierający ten oraz inne nowatorskie eseje na temat niedostatku i zrównoważonych technologii, takich jak energia słoneczna i wiatrowa, a także na temat decentralizacji i miniaturyzacji. Wykładał w całych Stanach Zjednoczonych, pomagał popularyzować ideę ekologii w kontrkulturze. Jego szeroko wznawiany esej z 1969 – Słuchajcie, marksiści!, miał stanowi ostrzeżenie dla Studentów na rzecz Demokratycznego Społeczeństwa przed zbliżającym się przejęciem przez grupę marksistowską. Pisał w nim: „Po raz kolejny umarli chodzą pośród nas, ironicznie, obłożeni imieniem Marksa, człowieka, który próbował pochować zmarłych w XIX wieku. Tak więc rewolucja naszych czasów nie może zrobić nic lepszego od parodii, tym razem, rewolucji październikowej 1917 r. i wojny domowej 1918-1920 r. z jej „linią klasową”, bolszewicką partią, ‘proletariacką dyktaturą’, purytańską moralnością, a nawet hasłem ‘radziecka władza”. Te i inne wpływowe eseje z lat sześćdziesiątych XX w. zostały zantologizowane w książce Post-Scarcity Anarchism (1971).
W latach 1969–1970 uczył w Alternative University, kontr-kulturowej szkole w Nowym Jorku. W 1971 wraz z grupą przyjaciół przeprowadził się do Burlington w Vermont, aby zrealizować swoje pomysły dotyczące decentralizacji. Jesienią 1973 został zatrudniony przez Goddard College do prowadzenia wykładów na temat technologii. Z czasem objął stanowisko nauczyciela i utworzył w 1974 programu Studiów nad Ekologią Społeczną, a następnie Instytut Ekologii Społecznej (ISE), którego został dyrektorem. W tym samym roku zatrudniono go w Ramapo College w Mahwah w New Jersey, gdzie szybko został profesorem zwyczajnym. W latach 1977–78 Bookchin działał jako członek Spruce Mountain Affinity Group of the Clamshell Alliance. Również w 1977 roku opublikował The Spanish Anarchists, historię hiszpańskiego ruchu anarchistycznego aż do rewolucji w 1936 roku. W tym okresie nawiązał pewne więzi z powstającym ruchem libertariańskim. Przemawiał na zjeździe Partii Libertariańskiej i współtworzył biuletyn wydawany przez Karla Hessa. W 1976 powiedział działaczowi libertariańskiemu, że „Gdybym był człowiekiem głosującym, głosowałbym na Rogera MacBride’a” – kandydata Partii Libertariańskiej. Związki Bookchina z libertarianizmem w tym okresie odzwierciedlają jego rozczarowanie autorytaryzmem marksistów-leninistów, w wyniku czego w wywiadzie dla Jeffa Riggenbacha z 1979, stwierdził, że czuje się bliższy wolnorynkowym libertarianom, którzy bronią praw jednostki, niż „totalitarnym liberałom i dzisiejszym marksistom-leninistom”. Niemniej jednak, Bookchin odrzucił te typy libertarianizmu, które opowiadały się za nieograniczonym indywidualizmem.
W książce From Urbanization to Cities (wydanej w 1987 jako The Rise of Urbanization and the Declining of Citizenship) Bookchin prześledził tradycje demokratyczne, które wpłynęły na jego filozofię polityczną i określiły realizację koncepcji wolnościowego municypalizmu. W 1988 Bookchin i Howie Hawkins założyli Lewicową Sieć Zielonych „jako radykalną alternatywę dla amerykańskich zielonych liberałów”, opartą na zasadach ekologii społecznej i wolnościowego municypalizmu.
W 1995 Bookchin ubolewał nad upadkiem amerykańskiego anarchizmu na rzecz prymitywizmu, antytechnologii, neosytuacjonizmu, indywidualnej autoekspresji i „doraźnego awanturyzmu”, kosztem tworzenia ruchu społecznego. Artur Verslius powiedział: ”Bookchin [...] określa siebie jako 'anarchistę społecznego', ponieważ oczekuje (delikatnej) rewolucji społecznej [...] Bookchin wypalił się po tych, których określa jako „lifestyle’owych anarchistów”. Publikacja Anarchizm społeczny czy anarchizm stylu życia (ang. Social Anarchism or Lifestyle Anarchism) z 1995, krytykująca tę tendencję, była dla anarchistów zaskoczeniem. Następnie Bookchin stwierdził, że amerykański anarchizm był skrajnie indywidualistyczny i publicznie zerwał z nim zerwał w 1999. Swoje idee przekuł w nową ideologię polityczną: komunaryzm, formę socjalizmu wolnościowego, która zachowuje jego idee o demokracji uczestniczącej i konieczności decentralizacji zabudowy, władzy/pieniądza/wpływów, rolnictwa, przemysłu, itp.
Poza pismami politycznymi Bookchin obszernie pisał o filozofii, nazywając swoje idee dialektycznym naturalizmem. Dialektyczne pisma Hegla, wyrażające rozwojową filozofię zmian i wzrostu, wydawały się sprzyjać organicznemu, ekologicznemu podejściu. Chociaż Hegel „wywarł znaczący wpływ” na Bookchina, nie był on w żadnym sensie heglistą. Jego pisma filozoficzne podkreślają humanizm, racjonalność i ideały oświecenia. Ostatnim ważnym opublikowanym dziełem było The Third Revolution, czterotomowa historia ruchów wolnościowych w rewolucjach europejskich i amerykańskich. 
Nauczał w ISE do 2004. Zmarł na zastoinową niewydolność serca 30 lipca 2006 w swoim domu w Burlington, w wieku 85 lat.

## Myśl

### Socjologia i psychologia
Bookchin był krytycznie nastawiony do analizy klasowej marksizmu i uproszczonych antypaństwowych form wolnościowych i liberalnych oraz chciał przedstawić to, co postrzegał jako bardziej złożone spojrzenie na temat społeczeństwa. W swojej książce The Ecology of Freedom stwierdził, że: 

Moje użycie słowa hierarchia w podtytule tej pracy ma być prowokacyjne. Istnieje silna potrzeba teoretycznego skonfrontowania hierarchii z powszechniejszym używaniem słów klasa i państwo; nieostrożne używanie tych terminów może doprowadzić do niebezpiecznego uproszczenia rzeczywistości społecznej. Używanie słów hierarchia, klasa i państwo zamiennie, jak wielu teoretyków społecznych, jest podstępne i obskuranckie. Praktyka ta, w imię społeczeństwa „bezklasowego” lub „wolnościowego”, mogłaby z łatwością ukryć istnienie hierarchicznych relacji i hierarchicznej wrażliwości, które - nawet przy braku wyzysku ekonomicznego czy przymusu politycznego - służyłyby utrwalaniu braku wolności

Bookchin wskazuje również na nagromadzenie się systemów hierarchicznych w całej historii, które kwitło aż do współczesnych społeczeństw i które ma tendencję do manipulowania ludzką psychiką zbiorową i indywidualną:

Obiektywna historia struktury społecznej staje się zinternalizowana jako subiektywna historia struktury psychicznej. Tak jak obrzydliwy może być mój pogląd dla współczesnych Freudystów, nie jest to dyscyplina pracy, ale dyscyplina władzy, która wymaga represji wewnętrznej natury. Represje te rozciągają się następnie na zewnątrz, na zewnątrz, jako zwykły przedmiot władzy, a następnie eksploatacji. Ta mentalność przenika nasze indywidualne tożsamości w formie skumulowanej aż do dnia dzisiejszego - nie tylko jako kapitalizm, ale jako ogromna historia społeczeństwa hierarchicznego od jego początków.

### Kwestie środowiskowe
Książka Bookchina o kursie zderzenia ludzkości ze światem natury, Our Synthetic Environment, została opublikowana sześć miesięcy przed Cichą wiosną autorstwa Rachel Carson. Bookchin odrzucił przekonanie Barry'ego Commonera, że kryzys ekologiczny można przypisać wyborom technologicznym, poglądy Paula Ehrlicha, że można go przypisać przeludnieniu, lub jeszcze bardziej pesymistyczne poglądy, które przypisują ten kryzys ludzkiej naturze. Bookchin uważał raczej, że nasza sytuacja środowiskowa jest wynikiem szkodliwej logiki kapitalizmu, systemu mającego na celu maksymalizację zysku zamiast wzbogacania ludzkiego życia: „Z samej logiki swojego imperatywu rośnij-lub-giń, kapitalizm może powodować kryzysy ekologiczne, które poważnie zagrażają integralności życia na tej planecie”.
Rozwiązaniem tego kryzysu, jak powiedział, nie jest powrót do społeczeństw łowców-zbieraczy, które Bookchin określił jako ksenofobiczne i aprobujące wojnę. Bookchin również sprzeciwił się „polityce zwykłego protestu, pozbawionej treści programowych, proponowanej alternatywy i ruchu na rzecz nadania ludziom kierunku i ciągłości”. Twierdził on, że potrzebujemy „ciągłej świadomości, że irracjonalność danego społeczeństwa jest głęboko zakorzeniona, że jego poważne patologie nie są odosobnionymi problemami, które można leczyć fragmentarycznie, ale muszą być rozwiązywane poprzez zamianę często ukrytych źródeł kryzysu i cierpienia - że sama świadomość jest tym, co może utrzymać ruch razem, nadać mu ciągłość, zachować jego przesłanie i organizację ponad danym pokoleniem, a także rozszerzyć jego zdolność do radzenia sobie z nowymi problemami i zmianami”.
Odpowiedź leży więc w komunaryzmie, systemie obejmującym bezpośrednio demokratyczną organizację polityczną zakotwiczoną w swobodnych federacyjnych zgromadzeniach ludowych, decentralizacji władzy, braku jakiejkolwiek dominacji i zastępowaniu kapitalizmu skoncentrowanymi na człowieku formami produkcji.

### Ekologia społeczna
W historii ekologii ekologia społeczna nie jest ruchem, ale teorią związaną przede wszystkim z Bookchinem i wypracowaną na podstawie jego twórczości. Przedstawia utopijną filozofię ewolucji człowieka, która łączy w sobie naturę biologii i społeczeństwa w trzecią „naturę myślącą”, poza biochemią i fizjologią, która według niego jest naturą pełniejszą, świadomą, etyczną i racjonalną. Ludzkość, według tej linii myślenia, jest najnowszym osiągnięciem z długiej historii rozwoju organicznego na Ziemi. Ekologia społeczna Bookchina proponuje zasady etyczne, które mają zastąpić skłonność społeczeństwa do hierarchii i dominacji demokracją i wolnością.
O wpływie urbanizacji na życie ludzkie Bookchin pisał na początku lat 60. podczas swojej aktywności dot. praw obywatelskich i związanych z nimi ruchach społecznych. Następnie zaczął dążyć do powiązania kwestii ekologicznych i społecznych, czego kulminacją była jego najbardziej znana książka – The Ecology of Freedom, którą opracował w ciągu dekady. Jego argument, że dominacja człowieka i niszczenie natury wynika z dominacji społecznej między ludźmi, był przełomową pozycją w rosnącej dziedzinie ekologii. Życie rozwija się z samoorganizacji i współpracy ewolucyjnej (symbioza). Bookchin pisze o przed-piśmiennych społeczeństwach zorganizowanych wokół wzajemnych potrzeb, ale ostatecznie opanowanych przez instytucje hierarchii i dominacji, takie jak miasta-państwa i gospodarki kapitalistyczne, które przypisuje wyłącznie społeczeństwom ludzkim, a nie społecznościom zwierzęcym. Proponuje konfederację między społecznościami ludzkimi prowadzoną poprzez demokrację, a nie poprzez logistykę administracyjną.

### Wolnościowy municypalizm
Począwszy od lat siedemdziesiątych XX wieku Bookchin argumentował, że areną wolnościowej zmiany społecznej powinien być szczebel miejski. W The Next Revolution podkreśla związek, jaki wolnościowy municypalizm ma z jego wcześniejszą filozofią ekologii społecznej. Pisze on: „Wolnościowy municypalizm stanowi politykę ekologii społecznej, rewolucyjny wysiłek, w którym wolność otrzymuje instytucjonalną formę w zgromadzeniach publicznych, które stają się organami decyzyjnymi”.
Bookchin proponuje, aby te formy instytucjonalne odbywały się w rozmaitych obszarach lokalnych o różnej skali. W wywiadzie z 2001 tak podsumował swoje poglądy: „Nadrzędnym problemem jest zmiana struktury społeczeństwa tak, aby ludzie zyskali władzę. Najlepszą areną do tego celu jest gmina - miasto, miasteczko i wieś - gdzie mamy okazję stworzyć demokrację twarzą w twarz”. W 1980 Bookchin użył terminu „wolnościowy municypalizm”, aby opisać system, w którym wolnościowe instytucje bezpośrednio demokratycznych zgromadzeń sprzeciwiałyby się i zastępowały państwo konfederacją wolnych gmin. Wolnościowy municypalizm zamierza stworzyć sytuację, w której dwie potęgi - konfederacje komunalne i państwo narodowe - nie będą mogły współistnieć. Jego zwolennicy - komunaryści wierzą, że jest on środkiem do osiągnięcia racjonalnego społeczeństwa, a jego struktura staje się organizacją społeczeństwa.

## Wpływ
Choć Bookchin był świadomy, że nie udało mu się pozyskać znaczącej liczby zwolenników, to jednak po jego śmierci jego idee zaczęły wpływać na ruchy i myślicieli na całym świecie.
Wśród nich są kurdyjskie Powszechne Jednostki Ochrony (YPG) oraz ściśle powiązana z nimi Partia Pracujących Kurdystanu (PKK) w Turcji, która od lat 80. XX wieku walczy z państwem tureckim o większe prawa polityczne i kulturalne dla Kurdów w tym kraju. PKK jest określana przez rządy Turcji i Stanów Zjednoczonych jako organizacja terrorystyczna, chociaż YPG jest uważana za sojusznika USA przeciwko ISIS. PKK opierała swój program na sztywnej ideologii marksistowsko-leninowskiej, ale od czasu uwięzienia jej przywódcy Abdullaha Öcalana w 1999, podstawy ideologiczne uległy zmianie. W czasie pobytu w więzieniu Öcalan zaczął czytać różne postmarksistowskie teorie polityczne i zainteresował się twórczością Bookchina.
Öcalan próbował na początku 2004 za pośrednictwem swoich prawników umówić się na spotkanie z Bookchinem, określając siebie jako „ucznia” Bookchina, pragnącego dostosować swoją myśl do społeczeństwa Bliskiego Wschodu. Bookchin był jednak zbyt chory, by zaakceptować prośbę. W maju 2004 przekazał kurdyjskiemu przywódcy wiadomość: „Mam nadzieję, że pewnego dnia naród kurdyjski będzie w stanie stworzyć wolne, racjonalne społeczeństwo, które pozwoli na ponowne rozkwitnięcie ich blasku. Mają szczęście, że mają utalentowanego przywódcę pana Öcalana”. Kiedy Bookchin zmarł w 2006, PKK okrzyknęła amerykańskiego myśliciela „jednym z największych badaczy społecznych XX wieku” i przysięgła wprowadzić jego teorię w życie”. 
Demokratyczny konfederalizm – wariacja komunaryzmu opracowana przez Öcalana i przyjęta przez PKK, nie wyczekuje z zewnątrz praw dla Kurdów w kontekście tworzenia niezależnego państwa odrębnego od Turcji. PKK twierdzi, że projekt ten nie jest pomyślany jako przeznaczony tylko dla Kurdów, ale dla wszystkich narodów regionu, niezależnie od ich pochodzenia etnicznego, narodowego czy religijnego. Promuje on tworzenie zgromadzeń i organizacji zaczynających się od najniższego szczebla, aby realizować swoje ideały w ramach niepaństwowych, zaczynając od szczebla lokalnego. Szczególny nacisk kładzie także na zabezpieczenie i propagowanie praw kobiet. PKK odniosła pewien sukces w realizacji swojego programu poprzez takie organizacje jak Kongres Społeczeństwa Demokratycznego (DTK), który koordynuje działania polityczne i społeczne w Turcji, oraz Unia Wspólnot w Kurdystanie (KCK), która implementuje działania we wszystkich krajach, w których żyją Kurdowie.

## Ważniejsze prace
- Our Synthetic Environment, Nowy Jork 1962
- Crisis in Our Cities, Nowy Jork 1965
- Post-Scarcity Anarchism, Berkeley 1971
- The Spanish Anarchists, Nowy Jork 1977
- Toward an Ecological Society, Montreal 1980
- Ecology of Freedom: The Emergence and Dissolution of Hierarchy, Palo Alto 1982
- The Rise of Urbanization and the Decline of Citizenship, San Francisco 1987
- Remaking Society, Montreal 1990 (wyd. polskie Przebudowa społeczeństwa, Oficyna Trojka, Poznań 2009)
- The Philosophy of Social Ecology: Essays on Dialectical Naturalism, Montreal 1990
- To Remember Spain: The Anarchist and Syndicalist Revolution of 1936, Edynburg-San Francisco 1994
- From Urbanization to Cities: Toward a New Politics of Citizenship, Londyn-Nowy Jork 1995
- Social Anarchism or Lifestyle Anarchism: Unbridgeable Chasm, Edynburg-San Francisco 1995 (wyd. polskie Anarchizm społeczny czy anarchizm stylu życia? Przepaść nie do pokonania, Oficyna Trojka, Poznań 2006)
- The Third Revolution, 4 tomy, Londyn 1996-2005